# Sphenoptera armena
Sphenoptera armena es una especie de escarabajo del género Sphenoptera, familia Buprestidae. Fue descrita científicamente por Steven en 1830.

## Distribución
Habita en la región paleártica.